# Buchach
Buchach (tiếng Ukraina: Бучач) là một thành phố của Ukraina. Thành phố này thuộc tỉnh Ternopil. Thành phố này có diện tích ? km2, dân số theo điều tra dân số năm 2001 là 12549 người.